# Limonium sieberi
Limonium sieberi ist eine Pflanzenart aus der Gattung Strandflieder (Limonium) in der Familie der Bleiwurzgewächse (Plumbaginaceae). Das Artepitheton ehrt den österreichischen Botaniker Franz Wilhelm Sieber.

## Merkmale
Limonium sieberi ist ein ausdauernder Halbstrauch, der Wuchshöhen von 20 bis 45 Zentimeter erreicht. Die Pflanze ist glatt, kaum warzig und grau bis blaugrün. Der Stängel ist biegsam. Achselständige Blattrosetten sind nicht vorhanden. Die Laubblätter messen 20 bis 30 (45) × 3 bis 11 Millimeter und sind dünn, länglich bis verkehrteiförmig-spatelig, stumpf, gerundet oder stachelspitzig. 
Die Ähren weisen je Zentimeter 2 bis 3 meist ein- bis zweiblütige, selten bis vierblütige Ährchen auf. Das innere Tragblatt ist 4,5 bis 6 Millimeter groß. Der Kelch ist angedrückt behaart und 6 bis 8 Millimeter groß. Die Krone ist lila.
Die Blütezeit reicht von Mai bis Juli.
Die Chromosomenzahl beträgt 2n = 43 oder 51.

## Vorkommen
Limonium sieberi ist ein Endemit Griechenlands mit Teilarealen an der Nordküste Kretas, in Lakonien im Südosten des Peloponnes und auf Euböa. Der Name ist auch für ähnliche inner- wie außergriechische Sippen fehlangewendet worden. Die Art wächst auf Sand- und Felsküsten.